# Aleksander Kakowski
Aleksander Kakowski, poljski rimskokatoliški duhovnik, nadškof in kardinal, * 5. februar 1862, Dembina, † 30. december 1938, Varšava.

## Življenjepis
30. maja 1886 je prejel duhovniško posvečenje. 
7. maja 1913 je bil imenovan za nadškofa Varšave; 22. junija istega leta je prejel škofovsko posvečenje.
15. decembra 1919 je bil povzdignjen v kardinala in imenovan za kardinal-duhovnika S. Agostino.
Umrl je 30. decembra 1938.